# Daniel Williams (politico)
Sir Daniel Charles Williams (Parrocchia di Saint David, 4 novembre 1935 – Saint George's, 2 ottobre 2024) è stato un politico grenadino, Governatore generale di Grenada dall'8 agosto 1996 al 18 novembre 2008.

## Biografia
Dopo aver lavorato come insegnante a Grenada, Williams si trasferì a Londra, dove si laureò in legge presso l'Università di Londra nel 1967. Tra il 1970 e il 1974 fu magistrato a Saint Lucia, dopodiché tornò a Grenada.
Fu uno dei fondatori del Nuovo Partito Nazionale, che salì al potere dopo la caduta di Maurice Bishop. Tra il 1984 e il 1989 fu a capo di vari ministeri nel governo di Herbert Blaize, tra cui quello della salute, dell'edilizia abitativa e dell'ambiente, e nel 1988 assunse l'incarico di Primo ministro a titolo temporaneo. In seguito alla sconfitta elettorale del Nuovo Partito Nazionale nel 1990, lavorò autonomamente fino al 1996, anno in cui fu nominato Queen's Counsel nonché Governatore generale di Grenada, incarico che mantenne fino al 18 novembre 2008.